# Del Negro
Joseph Nicholas Anton Del Negro (1929–2015), más conocido por su nombre artístico Del Negro, fue un actor y pintor hispanoamericano, recordado principalmente por interpretar el papel de Gaspar de Carvajal en el largometraje de 1972 Aguirre, der Zorn Gottes del destacado cineasta alemán Werner Herzog.

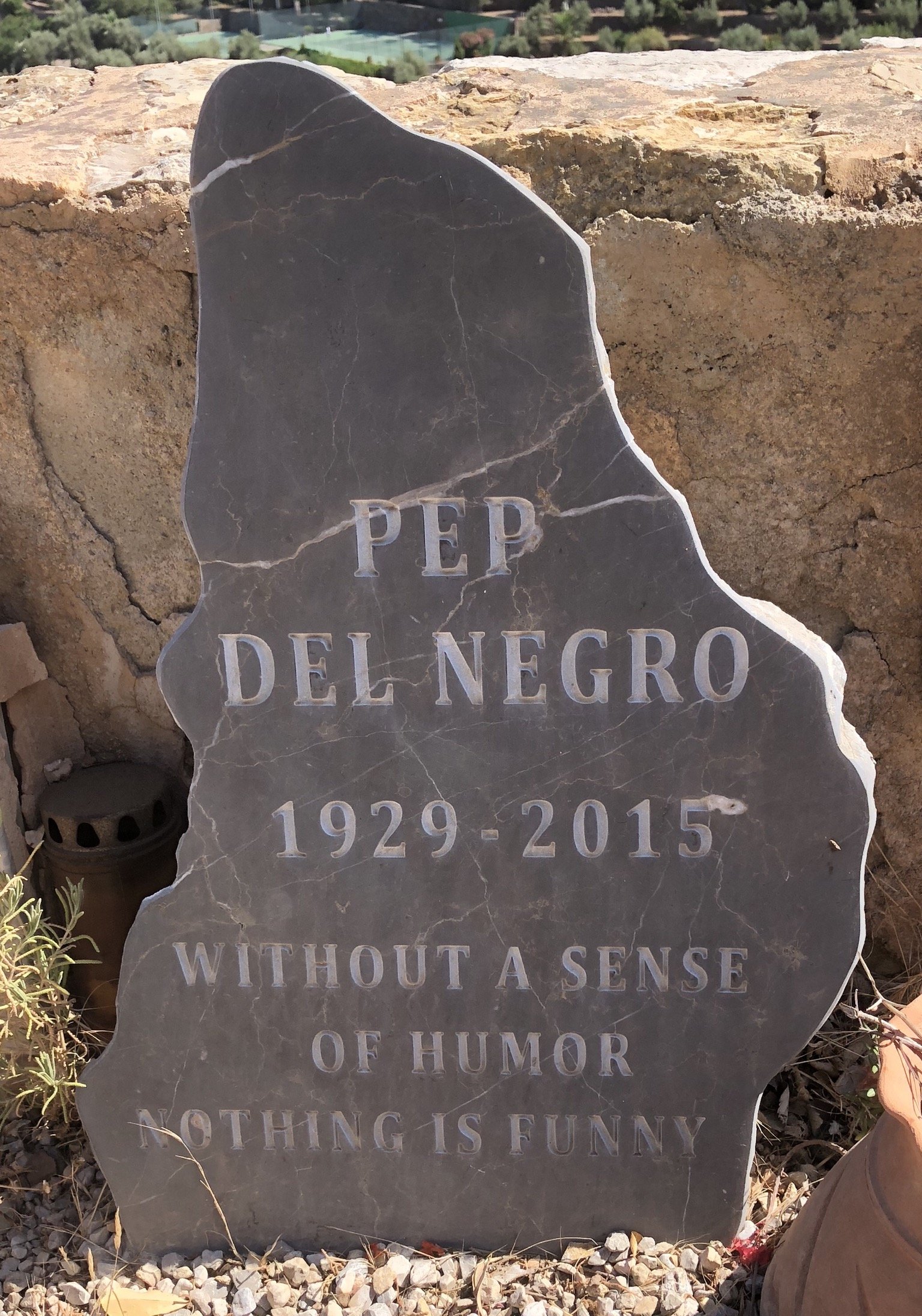
Tumba de Del Negro en Mallorca, España

## Filmografía

### Cine
- Joy House (1964) como Mick
- Is Paris Burning? (1966) como el oficial Chaban-Delmas
- Mission to Tokyo (1966)
- The Enemies (1968) como Mike
- Money-Money (1969) como Ralph Johnson
- Vampira (1971) como Schwarzer Magier
- Aguirre, der Zorn Gottes (1972) como Gaspar de Carvajal
- Pan (1973)
- Sylvie (1973)
- Who? (1974) como el agente del FBI
- Inki (1974)
- Depression (1975)
- Mansion of the Doomed (1976)
- Summer Night Fever (1978)
- Barcelona South (1981)